# Süper Lig de 2019–20
A Süper Lig de 2019–20 (também conhecida como Cemil Usta Sezonu) foi a 62ª temporada do Campeonato Turco de Futebol. O Başakşehir fez história ao sagrar-se campeão nacional pela 1ª vez, repetindo o feito alcançado pelo Bursaspor na temporada 2009–10 e tornando-se o 3º clube sediado fora de Istambul a vencer a Primeira Divisão Turca após terminar a competição 2 pontos à frente do vice-campeão Trabzonspor.
A artilharia do campeonato, por sua vez, ficou a cargo do futebolista norueguês Alexander Sørloth, que nesta temporada atuou pelo Trabzonspor, onde terminou a competição marcando 24 gols.

## Homenagem
Em 27 de junho de 2019, ainda durante o período de pré-temporada, a Federação Turca de Futebol decidiu mediante alteração da logomarca oficial da competição render homenagem oficial à Cemil Usta, lendário futebolista turco, ídolo do Trabzonspor na considerada a fase áurea do clube de Trebizonda durante a década de 1970. O ex-futebolista faleceu em 15 de março de 2003 aos 52 anos, vítima de ataque cardíaco.

## Interrupção e retomada
Diante do cenário da pandemia de COVID-19, o Ministério dos Esportes da Turquia anunciou em 12 de março de 2020 que as partidas ainda por disputar do campeonato poderiam ser realizadas com portões fechados até o fim de abril.
No entanto, em 19 de março, a Federação Turca de Futebol decidiu suspender a temporada por tempo indeterminado diante do agravamento da pandemia no país. Após um hiato de 3 meses, a temporada foi retomada com portões fechados em 12 de junho, sendo disputadas as 8 rodadas finais.

## Alteração no regulamento
Após o termino da competição, em 29 de julho, a Federação Turca de Futebol decidiu, com base em petição conjunta dos clubes, que o sistema de rebaixamentos do campeonato ficaria suspenso, possibilitando que o Yeni Malatyaspor, o Kayserispor e o Ankaragücü, os 3 clubes com os piores desempenhos apresentados ao longo da temporada, permanecessem na Süper Lig. Além disso, a entidade definiu que a temporada seguinte será jogada por 21 equipes.

## Participantes
| Clube            | Técnico         | Capitão            | Estádio                                  | Capacidade | Material Esportivo | Patrocinador     |
| ---------------- | --------------- | ------------------ | ---------------------------------------- | ---------- | ------------------ | ---------------- |
| Alanyaspor       | Erol Bulut      | Efecan Karaca      | Estádio do Colégio Bahçeşehir            | 10 842     | Uhlsport           | TAV Airports     |
| Ankaragücü       | Aykan Atik      | Sedat Ağçay        | Estádio de Eryaman                       | 20 560     | Nike               | Merkez Ankara    |
| Antalyaspor      | Bülent Korkmaz  | Yekta Kurtuluş     | Estádio de Antália                       | 32 539     | Nike               | Regnum Carya     |
| Başakşehir       | Okan Buruk      | Mahmut Tekdemir    | Estádio Fatih Terim de Başakşehir        | 17 319     | Macron             | Turkish Airlines |
| Beşiktaş         | Abdullah Avcı   | Burak Yılmaz       | Vodafone Park                            | 41 903     | Adidas             | Vodafone         |
| Denizlispor      | Yücel İldiz     | Hugo Rodallega     | Estádio Atatürk de Denizli               | 18 745     | Nike               | Yukatel          |
| Fenerbahçe       | Ersun Yanal     | Emre Belözoğlu     | Estádio Şükrü Saraçoğlu                  | 50 509     | Adidas             | Avis             |
| Galatasaray      | Fatih Terim     | Selçuk İnan        | Complexo Esportivo Ali Sami Yen          | 52 280     | Nike               | Terra Pizza      |
| Gaziantep        | Marius Șumudică | Günay Güvenç       | Estádio de Gaziantepe                    | 35 574     | Nike               | Sanko            |
| Gençlerbirliği   | Mustafa Kaplan  | Stéphane Sessègnon | Estádio de Eryaman                       | 20 560     | Nike               | Spor Toto        |
| Göztepe          | Tamer Tuna      | Beto               | Estádio Gürsel Aksel                     | 20 035     | Puma               | Türkerler        |
| Kasımpaşa        | Kemal Özdeş     | Ricardo Quaresma   | Estádio Recep Tayyip Erdoğan             | 14 234     | Nike               | Ciner Group      |
| Kayserispor      | Hikmet Karaman  | Silviu Lung Jr.    | Estádio Kadir Has                        | 32 864     | Nike               | İstikbal         |
| Konyaspor        | Aykut Kocaman   | Ali Turan          | Estádio Municipal Metropolitano de Cônia | 41 981     | Lotto              | Spor Toto        |
| Rizespor         | İsmail Kartal   | Orhan Ovacıklı     | Novo Estádio Municipal de Rize           | 15 558     | Nike               | Çaykur           |
| Sivasspor        | Rıza Çalımbay   | Ziya Erdal         | Novo Estádio 4 de Setembro de Sivas      | 27 532     | Adidas             | Demir İnşaat     |
| Trabzonspor      | Ünal Karaman    | José Sosa          | Estádio Şenol Güneş                      | 41 461     | Macron             | Vestel           |
| Yeni Malatyaspor | Sergen Yalçın   | Murat Yıldırım     | Novo Estádio de Malatya                  | 27 044     | Macron             | Medicana         |

## Trocas de Técnico
| Equipe           | Treinador no cargo  | Modo de Dispensa    | Data de Saída           | Posição | Substituído por            | Contratado em           |
| ---------------- | ------------------- | ------------------- | ----------------------- | ------- | -------------------------- | ----------------------- |
| Ankaragücü       | Aykan Atik          | Fim da interinidade | 3 de setembro de 2019   | 6º      | Metin Diyadin              | 3 de setembro de 2019   |
| Kayserispor      | Hikmet Karaman      | Rescisão amigável   | 7 de outubro de 2019    | 18º     | Samet Aybaba               | 11 de outubro de 2019   |
| Denizlispor      | Yücel İldiz         | Rescisão amigável   | 8 de outubro de 2019    | 13º     | Mehmet Özdilek             | 11 de outubro de 2019   |
| Kayserispor      | Samet Aybaba        | Pediu demissão      | 28 de outubro de 2019   | 18º     | Bülent Uygun               | 31 de outubro de 2019   |
| Göztepe          | Tamer Tuna          | Pediu demissão      | 29 de outubro de 2019   | 15º     | İlhan Palut                | 4 de novembro de 2019   |
| Gençlerbirliği   | Mustafa Kaplan      | Rescisão amigável   | 29 de outubro de 2019   | 17º     | Hamza Hamzaoğlu            | 31 de outubro de 2019   |
| Ankaragücü       | Metin Diyadin       | Rescisão amigável   | 11 de novembro de 2019  | 17º     | Mustafa Kaplan             | 12 de novembro de 2019  |
| Antalyaspor      | Bülent Korkmaz      | Rescisão amigável   | 12 de novembro de 2019  | 15º     | Stjepan Tomas              | 15 de novembro de 2019  |
| Kasımpaşa        | Kemal Özdeş         | Rescisão amigável   | 1º de dezembro de 2019  | 15º     | Tayfur Havutçu             | 4 de dezembro de 2019   |
| Kayserispor      | Bülent Uygun        | Rescisão amigável   | 26 de dezembro de 2019  | 18º     | Robert Prosinečki          | 29 de dezembro de 2019  |
| Trabzonspor      | Ünal Karaman        | Rescisão amigável   | 29 de dezembro de 2019  | 3º      | Hüseyin Çimşir             | 2 de janeiro de 2020    |
| Antalyaspor      | Stjepan Tomas       | Rescisão amigável   | 31 de dezembro de 2019  | 16º     | Tamer Tuna                 | 4 de janeiro de 2020    |
| Yeni Malatyaspor | Sergen Yalçın       | Rescisão amigável   | 15 de janeiro de 2020   | 8º      | Kemal Özdeş                | 23 de janeiro de 2020   |
| Kasımpaşa        | Tayfur Havutçu      | Pediu demissão      | 19 de janeiro de 2020   | 15º     | Fuat Çapa                  | 5 de fevereiro de 2020  |
| Ankaragücü       | Mustafa Kaplan      | Rescisão amigável   | 21 de janeiro de 2020   | 17º     | Mustafa Reşit Akçay        | 27 de janeiro de 2020   |
| Beşiktaş         | Abdullah Avcı       | Foi demitido        | 24 de janeiro de 2020   | 7º      | Sergen Yalçın              | 29 de janeiro de 2020   |
| Konyaspor        | Aykut Kocaman       | Rescisão amigável   | 9 de fevereiro de 2020  | 14º     | Bülent Korkmaz             | 12 de fevereiro de 2020 |
| Denizlispor      | Mehmet Özdilek      | Rescisão amigável   | 16 de fevereiro de 2020 | 11º     | Bülent Uygun               | 21 de fevereiro de 2020 |
| Rizespor         | İsmail Kartal       | Pediu demissão      | 29 de fevereiro de 2020 | 14º     | Ünal Karaman               | 3 de março de 2020      |
| Yeni Malatyaspor | Kemal Özdeş         | Rescisão amigável   | 1º de março de 2020     | 7º      | Hikmet Karaman             | 3 de março de 2020      |
| Fenerbahçe       | Ersun Yanal         | Rescisão amigável   | 1º de março de 2020     | 13º     | Tahir Karapınar (interino) | 9 de junho de 2020      |
| Ankaragücü       | Mustafa Reşit Akçay | Rescisão amigável   | 23 de março de 2020     | 18º     | İbrahim Üzülmez            | 24 de junho de 2020     |
| Denizlispor      | Bülent Uygun        | Rescisão amigável   | 4 de julho de 2020      | 12º     | Levent Kartop (interino)   | 5 de julho de 2020      |
| Rizespor         | Ünal Karaman        | Pediu demissão      | 14 de julho de 2020     | 15º     | Stjepan Tomas              | temporada 2020–21       |
| Trabzonspor      | Hüseyin Çimşir      | Rescisão amigável   | 20 de julho de 2020     | 2º      | Eddie Newton (interino)    | 20 de julho de 2020     |

## Classificação Geral
Atualizado em 26 de julho de 2020[carece de fontes?]
| Campeão Turco 2019–20   |
| ----------------------- |
| Başakşehir (1.º título) |

### Nota
*O Trabzonspor foi suspenso das competições europeias pela UEFA por 1 temporada por comprovadamente desrespeitar as regras de fair play financeiro da entidade. Em 16 de julho, o clube entrou com recurso contra a decisão da UEFA no TAS, porém em 30 de julho, o tribunal indeferiu a petição e ratificou a punição aplicada ao clube. Dessa forma, o Beşiktaş herdou a vaga para os playoffs da Liga dos Campeões de 2020–21.

## Resultados
| Mandante \ Visitante | ALA | AGÜ | ANT | BAȘ | BJK | DEN | FNB | GAL | GFK | GEN | GÖZ | KAS | KAY | KON | RİZ | SİV | TRA | YMS |
| -------------------- | --- | --- | --- | --- | --- | --- | --- | --- | --- | --- | --- | --- | --- | --- | --- | --- | --- | --- |
| Alanyaspor           | —   | 5–0 | 0–0 | 0–0 | 1–2 | 1–0 | 3–1 | 4–1 | 1–0 | 0–1 | 0–1 | 4–1 | 5–1 | 2–1 | 5–2 | 1–1 | 2–2 | 2–1 |
| Ankaragücü           | 1–4 | —   | 0–1 | 1–2 | 0–0 | 2–2 | 2–1 | 1–0 | 1–2 | 2–1 | 1–3 | 1–1 | 1–1 | 0–1 | 2–1 | 0–3 | 0–3 | 0–4 |
| Antalyaspor          | 1–0 | 2–2 | —   | 0–2 | 1–2 | 0–2 | 2–2 | 2–2 | 1–1 | 0–6 | 0–3 | 3–1 | 2–2 | 0–0 | 3–1 | 1–0 | 1–3 | 3–0 |
| Başakşehir           | 2–0 | 2–1 | 2–0 | —   | 1–0 | 2–0 | 1–2 | 1–1 | 3–1 | 3–1 | 2–1 | 5–1 | 1–0 | 1–1 | 5–0 | 1–1 | 2–2 | 4–1 |
| Beşiktaş             | 2–0 | 2–1 | 1–2 | 1–1 | —   | 1–0 | 2–0 | 1–0 | 3–0 | 4–1 | 3–0 | 3–2 | 4–1 | 3–0 | 1–1 | 1–2 | 2–2 | 0–2 |
| Denizlispor          | 1–5 | 0–1 | 0–3 | 1–1 | 1–5 | —   | 1–2 | 2–0 | 0–1 | 1–0 | 1–1 | 0–1 | 0–1 | 0–1 | 2–0 | 0–2 | 2–1 | 2–0 |
| Fenerbahçe           | 1–1 | 2–1 | 0–1 | 2–0 | 3–1 | 2–2 | —   | 1–3 | 5–0 | 5–2 | 2–1 | 3–2 | 2–1 | 5–1 | 3–1 | 1–2 | 1–1 | 3–2 |
| Galatasaray          | 1–0 | 2–2 | 5–0 | 0–1 | 0–0 | 2–1 | 0–0 | —   | 3–3 | 3–0 | 3–1 | 1–0 | 4–1 | 1–1 | 2–0 | 3–2 | 1–3 | 1–0 |
| Gaziantep            | 1–1 | 1–1 | 1–1 | 1–2 | 3–2 | 1–2 | 0–2 | 0–2 | —   | 4–1 | 1–1 | 2–2 | 3–0 | 3–1 | 2–0 | 5–1 | 1–1 | 1–1 |
| Gençlerbirliği       | 1–1 | 1–0 | 1–1 | 1–2 | 0–3 | 0–2 | 1–1 | 0–0 | 1–0 | —   | 3–1 | 0–2 | 2–1 | 2–1 | 0–1 | 2–2 | 0–2 | 3–3 |
| Göztepe              | 3–3 | 2–2 | 0–1 | 0–3 | 2–1 | 0–0 | 2–2 | 2–1 | 1–1 | 1–3 | —   | 1–4 | 4–0 | 1–0 | 2–0 | 3–1 | 1–3 | 1–1 |
| Kasımpaşa            | 1–2 | 0–1 | 3–0 | 3–2 | 2–3 | 2–0 | 2–0 | 0–3 | 3–4 | 1–2 | 2–0 | —   | 5–1 | 1–4 | 2–0 | 0–0 | 1–1 | 2–2 |
| Kayserispor          | 0–1 | 1–1 | 2–2 | 1–4 | 3–1 | 1–1 | 1–0 | 2–3 | 1–1 | 2–0 | 1–0 | 1–1 | —   | 2–2 | 1–0 | 1–4 | 1–2 | 2–1 |
| Konyaspor            | 2–3 | 0–0 | 2–2 | 4–3 | 0–1 | 0–0 | 1–0 | 0–3 | 0–0 | 1–1 | 1–3 | 0–0 | 2–1 | —   | 1–0 | 2–2 | 0–1 | 0–2 |
| Rizespor             | 1–1 | 2–0 | 1–0 | 1–2 | 1–2 | 2–2 | 1–2 | 2–0 | 1–2 | 2–0 | 0–0 | 0–3 | 3–2 | 3–1 | —   | 2–1 | 1–2 | 3–0 |
| Sivasspor            | 1–0 | 3–1 | 2–1 | 1–1 | 3–0 | 1–0 | 3–1 | 2–2 | 1–1 | 2–0 | 1–0 | 2–0 | 0–2 | 2–0 | 1–1 | —   | 2–1 | 0–1 |
| Trabzonspor          | 1–0 | 1–1 | 2–2 | 1–1 | 4–1 | 1–2 | 2–1 | 1–1 | 4–1 | 2–2 | 0–1 | 6–0 | 6–2 | 3–4 | 5–2 | 2–1 | —   | 2–1 |
| Yeni Malatyaspor     | 2–3 | 0–1 | 1–2 | 3–0 | 0–1 | 5–1 | 0–0 | 1–1 | 0–1 | 0–0 | 2–1 | 1–2 | 4–0 | 1–1 | 0–2 | 1–3 | 1–3 | —   |

## Artilheiros
Atualizado em 26 de julho de 2020[carece de fontes?]
| Pos. | Jogador            | Clube                        | Gols |
| ---- | ------------------ | ---------------------------- | ---- |
| 1    | Alexander Sørloth  | Trabzonspor                  | 24   |
| 2    | Papiss Cissé       | Alanyaspor                   | 22   |
| 3    | Adis Jahović       | Yeni Malatyaspor Antalyaspor | 17   |
| 4    | Vedat Muriqi       | Fenerbahçe                   | 15   |
| 5    | Bogdan Stancu      | Gençlerbirliği               | 14   |
| 6    | Demba Ba           | Başakşehir                   | 13   |
| 6    | Edin Višća         | Başakşehir                   | 13   |
| 6    | Burak Yılmaz       | Beşiktaş                     | 13   |
| 6    | Mustapha Yatabaré  | Sivasspor                    | 13   |
| 10   | Bengali-Fodé Koita | Kasımpaşa                    | 12   |